# ACE Entertainment
 (octobre 2017).
Si vous disposez d'ouvrages ou d'articles de référence ou si vous connaissez des sites web de qualité traitant du thème abordé ici, merci de compléter l'article en donnant les références utiles à sa vérifiabilité et en les liant à la section « Notes et références ».
ACE Entertainment est une entreprise fondée en 2003, basée à Paris (en France) et qui distribue des séries, des mini-séries et des téléfilms sur différents médias (télévision, vidéo, vidéo à la demande, Internet, applications).

## Histoire
ACE Entertainment a été créée en 2005 par Jérôme Reygner Kalfon et Sébastien Semon. Ils sont tous deux co-dirigeants de la société.
Jérôme Reygner-Kalfon, gérant associé, commence sa carrière chez Europe Images International (Groupe Lagardêre) puis travailla chez AB International Distribution (AB Groupe) en tant que manager des ventes et devint directeur des ventes. 
Sébastien Semon, gérant associé, commence sa carrière dans la finance (à Worms & Cie) avant d'entrer à la télévision (AB Groupe) en tant que Directeur Multimédia pendant deux ans.
SJ Investments, holding animatrice du groupe, conseille en stratégie, marketing et développement de toutes les filiales du groupe.
ACE Entertainement  est une filiale de SJ Investments. La filiale est spécialisée dans la distribution de Séries TV et de Téléfilms sur le marché francophone (Pay Tv et Free Tv) ainsi que sur les nouveaux médias (Mobile, Internet, VOD, Apps Store, etc.). L'entreprise possède des accords commerciaux en directs avec les acteurs majeurs de la VOD : SFR, CanalPlay, Netflix, Amazon, Pluzz, Xbox, PlayStation, GooglePlay et iTunes.

## Autres entités du groupe

### ACE Entertainment Films UK
ACE Entertainment Films UK est une filiale de SJ Investments créée en 2014. La société est spécialisée dans la distribution de Séries TV et Téléfilms auprès des acteurs du marché anglophone européen (Pay Tv, Free Tv) ainsi que sur les nouveaux médias (Mobile, Internet, VOD, Apps Store, etc.). Ace Entertainement Film UK possède des accords commerciaux en directs avec les acteurs majeurs de la VOD : Sky Store, Netflix, Amazon, Xbox, PlayStation, GooglePlay et iTunes.

### ACE Entertainment Films USA
ACE Entertainment Films USA est une filiale de SJ Investments créée en 2015 et spécialisée dans la production et la distribution de Films et Téléfilms (Action,Thriller, Famille, Horreur, etc.). Des accords commerciaux en directs ont été passés avec les acteurs mondiaux de la VOD : Amazon, Xbox, PlayStation, GooglePlay et iTunes.

### ACE Entertainment Films
ACE Entertainment Films (siren 804725174) est une filiale de SJ Investments créée le 22 septembre 2014 et spécialisée, entre autres, dans la sortie de Films en salles en France. 